# Latvijas kauss 2009-2010
La Coppa di Lettonia 2009-2010 (in lettone Latvijas kauss) è stata la 68ª edizione del torneo a eliminazione diretta. Il Jelgava ha vinto il trofeo per la terza volta. Per altro il Jelgava aveva cominciato la competizione quando ancora militava in seconda divisione, vincendola quando era già stata promossa in massima serie.

## Formula
Fu confermata la formula della precedente stagione, con tutti i turni ad eliminazione diretta e tutti giocati in gara unica. Per la prima volta nella storia il torneo seguì il formato europeo con inizio in autunno e fine in primavera, anziché seguire l'anno solare.

## Primo turno
Le gare si sono giocate il 17 e il 18 aprile 2009.
| Squadra 1           | Risultato               | Squadra 2          |
| ------------------- | ----------------------- | ------------------ |
| Staiceles Bebri     | 4 – 4 (dts 1-3 dcr)     | Upesciems          |
| Kvarcs Madona       | 3 – 0                   | Pļaviņas           |
| Balvu vilki/Mārupe  | 1 – 0                   | Priekuļi           |
| RFS/Flaminko Rīga   | 10 – 0                  | Dobele             |
| Tukuma Brāļi        | 3 – 3 (dts 3-5 dcr)     | Coldgel/Varaviksne |
| Olaine              | 0 – 1                   | Jelgavas BJSS      |
| Ozolnieki           | 1 – 1 (5-3 dts 1-4 dcr) | Viesulis           |
| Valka               | 5 – 1                   | Alberts FK         |
| Ādaži               | 3 – 2 (dts)             | Gulbene 2005       |
| Bauskas rajona BJSS | 4 – 1 (dts)             | Elvi               |

## Secondo turno
Le gare si sono giocate il 24 e il 25 ottobre 2009.
| Squadra 1           | Risultato             | Squadra 2          |
| ------------------- | --------------------- | ------------------ |
| Kvarcs Madona       | 0 – 4                 | Metta/LU           |
| Balvu vilki/Mārupe  | 2 – 3 (dts)           | Upesciems          |
| Valka               | 0 – 0 (dts) (4-2 dtr) | Auda Ķekava        |
| RFS/Flaminko Rīga   | 0 – 1                 | Coldgel/Varaviksne |
| Ozolnieki           | 0 – 6                 | Jelgava            |
| Bauskas rajona BJSS | 0 – 2                 | Jūrmala            |
| Jelgavas BJSS       | 1 – 8                 | Kauguri/PBLC       |
| Ādaži               | 1 – 4                 | Daugava            |

## Ottavi di finale
Le partite si sono giocate tra il 2 e il 4 aprile 2010.
| Squadra 1          | Risultato | Squadra 2         |
| ------------------ | --------- | ----------------- |
| Jūrmala            | 0 – 4     | Ventspils         |
| Daugava            | 1 – 4     | Metalurgs Liepāja |
| Jelgava            | 2 – 1     | Tranzit           |
| Metta/LU           | 1 – 3     | Daugava Riga      |
| Coldgel/Varaviksne | 0 – 2     | Olimps Rīga       |
| Upesciems          | 0 – 5     | Blāzma            |
| Valka              | 0 – 13    | Jūrmala-VV        |
| Skonto             | –         | Kauguri/PBLC      |

## Quarti di finale
Le partite si sono giocate il 14 aprile 2010.
| Squadra 1         | Risultato             | Squadra 2   |
| ----------------- | --------------------- | ----------- |
| Jūrmala-VV        | 4 – 0                 | Blāzma      |
| Daugava Riga      | 0 – 4                 | Olimps Rīga |
| Metalurgs Liepāja | 3 – 3 (dts) (4-5 dtr) | Jelgava     |
| Ventspils         | 0 – 0 (dts) (6-7 dtr) | Skonto      |

## Semifinali
Le partite si sono giocate il 28 aprile 2010.
| Squadra 1   | Risultato            | Squadra 2  |
| ----------- | -------------------- | ---------- |
| Skonto      | 1 – 1 (dts)(3-5 dtr) | Jelgava    |
| Olimps Rīga | 1 – 3                | Jūrmala-VV |

## Finale
| Rīga 15 giugno 2010 | Jelgava              | 2 – 2 (d.t.s.) referto        | Jūrmala-VV | Skonto Stadium |
| \| \| \| \| \| Lapkovskis 55’ Redjko 85’ \| Marcatori \| 14’ Paplavskis 76’ Čistjakovs \| \| \| Tiri di rigore 6 – 5 \| \| |                      |                               |            |                |
| |                      |                               |            |                |
| Lapkovskis 55’ Redjko 85’                                                                                                  | Marcatori            | 14’ Paplavskis 76’ Čistjakovs |            |                |
| | Tiri di rigore 6 – 5 |                               |            |                |